# Јан Хендрик Јагла
Јан Хендрик Јагла (Берлин, 25. јун 1981) је бивши немачки кошаркаш. Играо је на позицији крилног центра.
Ожењен је кћерком Светислава Пешића.